# Cleo Massey
Cleo Massey (ur. 19 listopada 1993 w Launceston) – australijska aktorka dziecięca, znana głównie z roli Kim Sertori, młodszej siostry Cleo Sertori (granej przez Phoebe Tonkin), w serialu H2O – wystarczy kropla.
Jest córką aktorki i nauczycielki aktorstwa Anny Waters-Massey. Jej młodszy brat, Joey, też jest aktorem. W 2006 roku wystąpiła wraz ze swoją matką i bratem w filmie krótkometrażowym Humidity Rising.

## Wybrana filmografia

### Filmy fabularne
- 2010: The Little Things – młoda Dee
- 2018: Cortazar in Love – Irene

### Filmy krótkometrażowe
- 2006: Humidity Rising – Chrissy
- 2010: Futility – Jade McIntyre

### Seriale
- 2006: Mortified – jedna z cheerleaderek
- 2006: Monarch Cove – tonąca dziewczyna
- 2006–2010: H2O – wystarczy kropla – Kim Sertori
- 2018: The Bureau of Magical Things – Sophie